# Joop Lankhaar

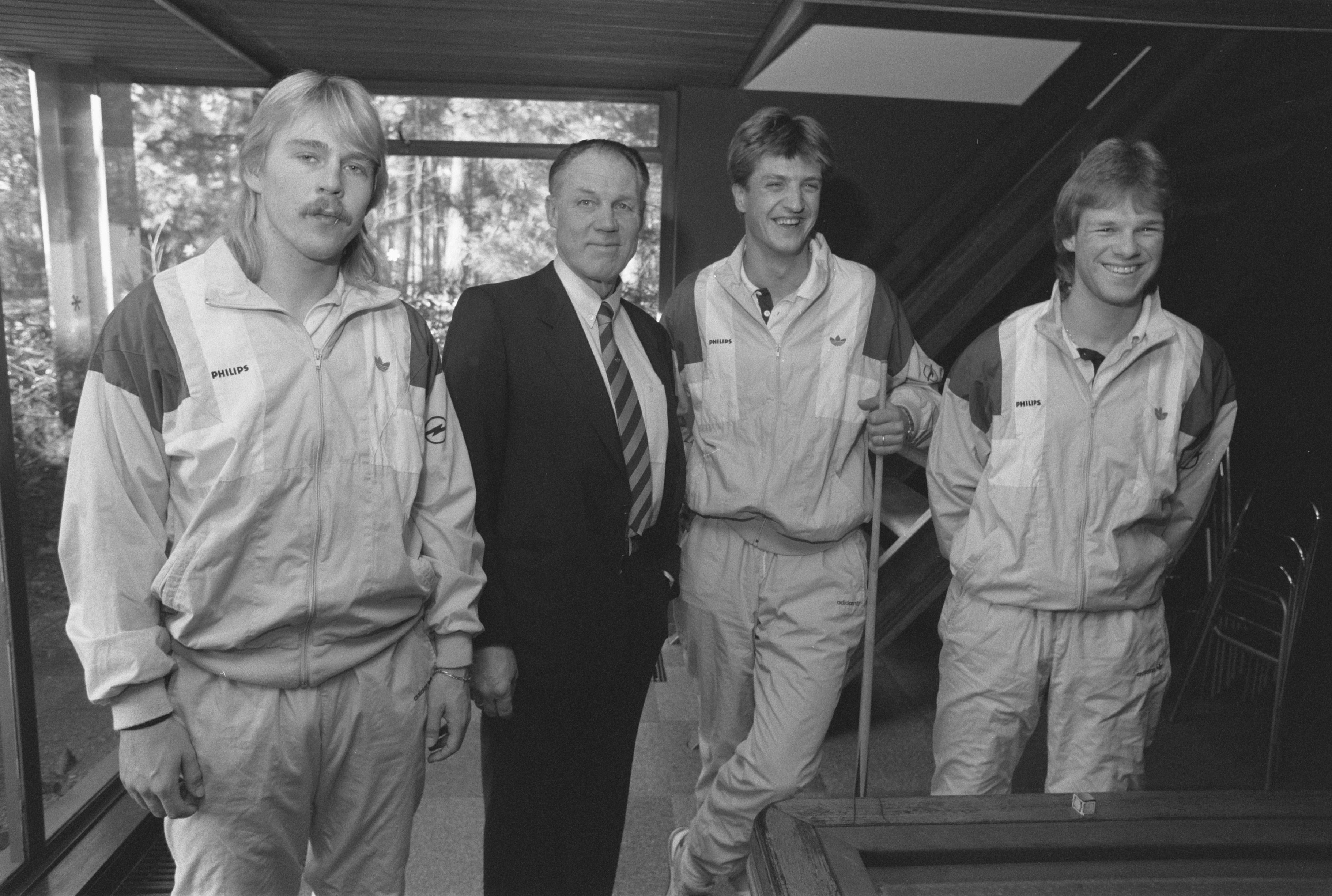
Lankhaar (links) met het Nederlands elftal (1987)

Jacob (Joop) Lankhaar (Alphen aan den Rijn, 12 september 1966) is een Nederlandse oud-voetballer, die één keer in het Nederlands elftal speelde. De verdediger speelde op 16 december 1987 met Nederland in en tegen Griekenland.

## Loopbaan als speler
Lankhaar, als speler opvallend vanwege zijn lange blonde haar, een zogeheten matje, begon zijn loopbaan als prof bij FC Den Haag; die club plukte hem weg bij amateurclub ARC. Hij speelde in België voor Racing Mechelen en Lierse SK en sloot zijn loopbaan af bij Dordrecht'90. In 1999 werd hij vanwege knieproblemen afgekeurd en zette hij een punt achter zijn loopbaan. Hij speelde ook eenmaal als invaller in Nederland B in 1989. Zijn enige interland voor het Nederlands elftal speelde Lankhaar op 16 december 1987 in de EK-kwalificatiewedstrijd op Rhodos tegen Griekenland.

## Trainerscarrière
Hij bleef in dienst van Dordrecht'90 als jeugdtrainer. In 2005 fungeerde hij kort als interimhoofdtrainer. Vanaf het seizoen 2006/07 is Lankhaar hoofdtrainer van de amateurs van VV Bodegraven en vanaf 2011/12 is hij trainer van DoCos in Leiden.